# Rivelazione e fatalità
Rivelazione e fatalità è un film muto italiano del 1914 diretto da Ugo Falena.